# S/2003 J 23
S/2003 J 23 je prirodni satelit planeta Jupiter iz grupe Pasiphae, otkriven 2003. godine.  Retrogradni nepravilni satelit s oko 2 kilometra u promjeru i orbitalnim periodom od 700.538 dana.